# Kanton Darnétal
Kanton Darnétal (fr. Canton de Darnétal) je francouzský kanton v departementu Seine-Maritime v regionu Horní Normandie. Skládá se z 19 obcí.

## Obce kantonu
- Auzouville-sur-Ry
- Bois-d'Ennebourg
- Bois-l'Évêque
- Darnétal
- Elbeuf-sur-Andelle
- Fontaine-sous-Préaux
- Grainville-sur-Ry
- Le Héron
- Martainville-Épreville
- Préaux
- Roncherolles-sur-le-Vivier
- Ry
- Saint-Aubin-Épinay
- Saint-Denis-le-Thiboult
- Saint-Jacques-sur-Darnétal
- Saint-Léger-du-Bourg-Denis
- Saint-Martin-du-Vivier
- Servaville-Salmonville
- La Vieux-Rue